# Молома
Молома (на руски: Молома) е река във Вологодска и Кировска област на Русия, десен приток на Вятка (десен приток на Кама, ляв приток на Волга). Дължина 419 km. Площ на водосборния басейн 12 700 km².

## Извор, течение, устие
Река Молома води началото си от северния склон на възвишението Северни Ували, на 204 m н.в., в крайната източна част на Вологодска област. По цялото си протежение Молома е типична равнинна река с малък наклон и бавно течение, като генералното ѝ направление е от север-северозапад на юг-югоизток. В горното си течение пресича възвишението Северни Ували в широка долина, след което в средното течение долината ѝ се стеснява, а в долното – отново се разширява до 5 – 10 km. Ширината на коритото ѝ варира от 30 – 50 m в средното до 100 m в долното течение. Влива се отдясно в река Вятка (десен приток на Кама), при нейния 544 km, на 91 m н.в., на 5 km североизточно от град Котелнич, в западната част на Кировска област.

## Водосборен басейн, притоци
Водосборният басейн на река Молома обхваща площ от 12 700 km², което представлява 9,84% от водосборния басейн на река Вятка. На северозапад и север водосборният басейн на Молома граничи с водосборния басейн на река Северна Двина, на запад – с водосборния басейн на река Ветлуга (ляв приток на Волга), а на изток и югозапад – с водосборните басейни на други по-малки реки десни притоци на Вятка. Основни притоци: леви – Кузюг (132 km); десни – Волманга (95 km), Вонданка (62 km), Кобра (66 km), Ночная Черняница (54 km).

## Хидроложки показатели
Молома има смесено подхранване с преобладаване на снежното с ясно изразено пролетно пълноводие от април до юни, когато преминава 64% от годишния ѝ отток. Среден годишен отток на 196 km от устието 47,7 m³/s. Замръзва в началото на ноември, а се размразява в края на април.

## Стопанско значение, селища
По река Молома се извършва целогодишно регулярно корабоплаване за плиткогазещи съдове на 179 km от устието (до устието на река Вонданка), а по време на пълноводие – на 302 km от устието (до устието на река Волманга). По течението ѝ само в Кировска област са разположени около 30 предимно малки населени места.